# Athy (Familie)

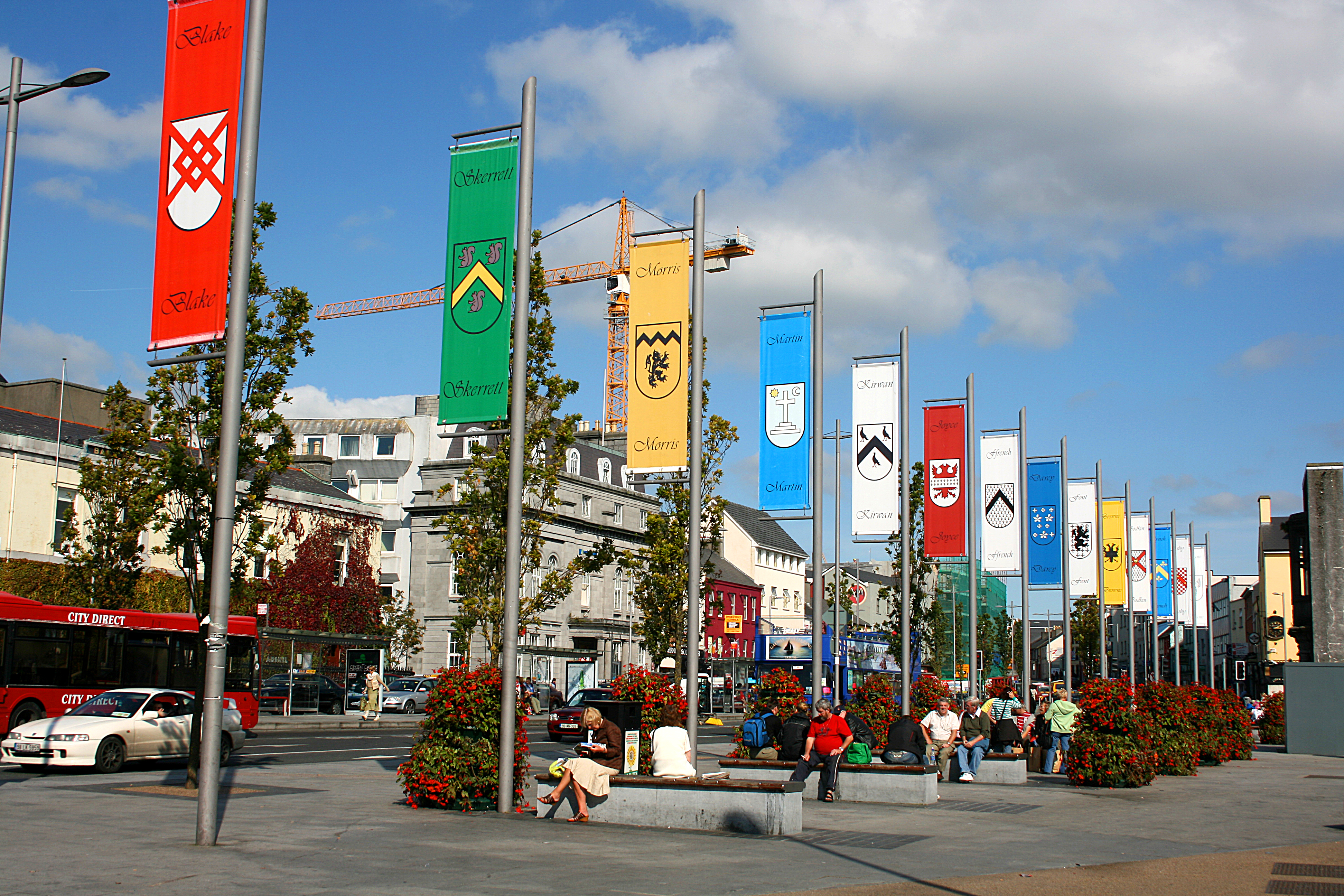
Fahnen der Tribes an Eyre Square

Die Athy Familie aus Galway ist eine jener 14  anglo- und cambro-normannischen Familien, die die Stämme von Galway (englisch Tribes of Galway) genannt werden und über Jahrhunderte die Stadt und das Umland im irischen County Galway beherrschten und noch in der Folgezeit Landhäuser und Castles errichteten, darunter das von Rinville bei Oranmore. Die Athys sollen die Ersten gewesen sein, die im 13. Jahrhundert ein steinernes Gebäude in der Stadt errichteten. Die Nachfahren der Familie lebten bis in die Mitte des 20. Jahrhunderts in Galway. Es existieren keine Aufzeichnungen darüber, wann die normannische Familie von (ggf. von Athy in Kildare) nach Galway kam.
Der Vorfahre der Athy-Linie war Gerard d’Athée, der in Athee-sur-Cher im Arrondissement Tours in Frankreich geboren wurde. Gerard diente als militärischer Führer unter dem englischen König Richard Löwenherz. Er hielt für König Richard die Burg von Chinon in Frankreich. Er und sein Neffe Engelard de Cigogné sind in der Magna Carta erwähnt, die von König John am 15. Juli 1215 unterschrieben wurde. Engleard von Cigogne übernahm dann Athee als seinen Familiennamen. Im frühen 14. Jahrhundert wurde sein Name in Irland auf Athy umgestellt.
Das erste Mal wird der Name Athy im Jahre 1320 in der Stadtgeschichte erwähnt und zwar als Partei in einem tödlichen Streit mit der Familie Blake. Die Athy gehörten nie zu den einflussreichsten Familien der 14 Stämme, aber mehrere Athy’s erhielten wichtige Posten. William de Athy, war 1388 Kassenwart von Connacht. Ein John de Athy war Sheriff des County Kerry. Der Name Athy ist heute in Irland selten. De Athys wohnten z. B. im County Kildare. Das rote Buch von Ormond (engl. The Red Book of Ormond) verzeichnet im Jahre 1311 in Kildare zwei Mieter mit diesem Namen. Susannah, die Tochter von Francis Athy heiratete Patrick Bodkin. Margaret Athy gründete 1508 die Augustiner Friary von Forthill.
Francis Athy, war der Vater des "Kapitäns" George Athy. Er wurde zwischen 1612 und 1615 als Sohn von Walter Athy und einer Frau Martyn geboren. Sie kann eine Tochter von Francis Martyn FitzThomas gewesen sein. Francis wird in den Jahren 1639/40 als Sheriff von Galway geführt, seine Frau scheint ebenfalls eine Martyn gewesen zu sein. Ihre Söhne waren Walter (* 1640), George (* 1642) und John Athy (* 1644).
Francis lebte nicht in Athys Castle. Er hatte ein Haus auf der St. Augustine Street in Galway. Im Jahre 1641 hat Francis auch einen Besitz in Athenry. Er war wohl der zweite Sohn von Walter. Er könnte einen älteren Bruder mit Namen John gehabt haben, der der Familienerbe war.

## Belege
1. ↑  We will entirely remove from their bailiwicks, the relations of Gerard of Athee (so that in future they shall have no bailiwick in England); namely, Engelard of Cigogne, Peter, Guy, and Andrew of Chanceaux, Guy of Cigogne, Geoffrey of Martigny with his brothers, Philip Mark with his brothers and his nephew Geoffrey, and the whole brood of the same